# Podoscypha cristata
Podoscypha cristata är en svampart som först beskrevs av Berk. & M.A. Curtis, och fick sitt nu gällande namn av D.A. Reid 1965. Podoscypha cristata ingår i släktet Podoscypha och familjen Meruliaceae.   Inga underarter finns listade i Catalogue of Life.